# 481 (číslo)
Čtyři sta osmdesát jedna je přirozené číslo. Následuje po čísle čtyři sta osmdesát a předchází číslu čtyři sta osmdesát dva. Římskými číslicemi se zapisuje CDLXXXI a řeckými číslicemi υπα.

## Matematika
481 je:
- Deficientní číslo
- Poloprvočíslo
- Nešťastné číslo
- Osmiúhelníkové číslo
- Bezčtvercové celé číslo

## Astronomie
- (481) Emita je planetka hlavního pásu, kterou objevil v roce 1902 Luigi Carnera

## Roky
- 481
- 481 př. n. l.